# Герб Ровненской области
Герб Ровненской области (укр. Герб Рівненської області) — официальный символ области, составляющий вместе с флагом официальную символику органов местного самоуправления и исполнительной власти Ровненской области Украины.

## История
11 декабря 2001 год решением N307 областного совета была принята первая версия герба области. Современная версия герба была утверждена 9 августа 2005 года сессией областного совета. 

## Описание
Современный вариант: в червлёном поле серебряный лапчатый крест. Щит обрамляет золотой декоративный картуш и венчает Тризуб.
Версия 2001 года: в зелёном поле с червлёной главой, обременённой серебряным клинчатым крестом, серебряная сабля золотой рукояткой вверх и серебряное перо очином вниз, поверх которых положена серебряная раскрытая книга с золотой обложкой. Щит обрамлён золотым декоративным картушем и увенчан золотым трезубцем.

## Символика
Серебряный клинчатый крест в червлени является древним геральдическим символом Волыни. В версии герба от 2001 года зелёный цвет символизировал Полесье, книга — Пересопницкое Евангелие, сабля — борьбу за независимость, а перо — образование.

## Источник
- Украинское геральдическое общество.
- Украинская геральдика.